# Lee Hoi-chuen
Lee Hoi-Chuen (4 de febrero de 1901 – 7 de febrero de 1965) fue un cantante de Hong Kong de ópera cantonesa y actor de cine. El y su esposa Grace Ho fueron los padres de Bruce, así como de Peter Lee Jung-sum, Robert Lee Jun-fai, Phoebe y Agnes.

## Biografía
Él era el padre de Bruce Lee. Lee Hoi-Chuen y su esposa, Grace Ho, se encontraban en San Francisco en 1940 cuando Bruce Lee nació, estaban en una gira estadounidense de un año con Compañía de Ópera Cantonesa. Su otro hijo, Robert Lee, el hermano menor de Bruce, era famoso en Hong Kong durante la década de 1960 como vocalista y fundador de una banda popular, The Thunderbirds.

## Muerte
Lee Hoi-Chuen murió tres días después de su 64 cumpleaños, seis días después del nacimiento de su nieto Brandon Lee, hijo de Bruce Lee.

## Filmografía
1. Christmas Tree (1947)
2. Hundreds of Birds Adoring a Phoenix (1947) ... beggar
3. Feed the Scholar (1947)
4. Wealth Is Like a Dream (1948) ... Cheung Chiu
5. A Golden World (1948)
6. Huang jin shi jie (1948)
7. Five Rascals in the Eastern Capital (Part 1) (1948)
8. Five Rascals in the Eastern Capital (Part 2) (1948)
9. The Four Kings of Heaven (1948)
10. Native Scholar (1948)
11. The Outstanding One (1948)
12. Two Drug Addicts Sweep a Long Dike (1948) ... Chiu Ting-Cheong
13. Everything Goes My Way (1948)
14. Rich and Abundant (1948)
15. Full Happiness (1949) ... Smallpox Hoi
16. Trashy Heaven (1949) ... Fortune teller
17. Golden Turtle from Hell (1949) ... Chun Pak-Cheung
18. Out of This World (1949)
19. Romantic Adventure (1949)
20. Loosing the Red Sack (1949) ... Cheung Si-Ma
21. How Ten Heroes of Guangdong Slew the Dragon (1950)
22. Kaleidoscope (1950)
23. Xi lu xiang (1950)
24. Seven Shaolin Heroes' Five Ventures into Mount Emei (Part 2) (1950) ... laughing work
25. Seven Shaolin Heroes' Five Ventures into Mount Emei (Part 1) (1950) ... laughing work
26. The Haunt of the Eastern Capital (Part 3) (1950) ... Chiang Ping
27. The Story of Tung Siu-Yen (1950) ... Fo Yee the Eunuch
28. The Kid (1950) ... Hung Pak-Ho
29. Life's Blessing Complete (1950)
30. The Net of Justice (1950)
31. A Great Hero of Many Blunders (1951)
32. Business Is Blooming (1951)
33. She Says "No!" to Marriage (1951)
34. Funny Fellows (1952)
35. A Bright Future (1952)
36. Gu ling jing guai (1952)
37. The Story of Diaochan (1953)
38. The God's Story (1953)
39. Peace to All Generations (1953)
40. The Independent Daughter (1955)
41. The Flower-Girl in Love (1955)
42. The Next Generation (1955)
43. Bad-luck for the Fishmonger at Tortoise Hill (1955)
44. Bandits of Shandong Province (1955)
45. The Three Tests of Yu Tangchun (1955)
46. Now That I've Got a Daughter, Everything's O.K. (1955)
47. Backyard Adventures (1955) ... fortune-teller
48. The Merry Month of May (1955)
49. Philosopher Zhangzhi's Butterfly Dream (1956)
50. Fatty Marries Skinny (1956)
51. Bloodshed in the Chu Palace (1956)
52. The Sanmen Street Brawl (1956)
53. How Xue Dingshan Thrice Angered Fan Lihua (1956)
54. The Clumsy Hero (1956)
55. Zhu Maichen's Grand Homecoming (1956)
56. A Country Girl Looks for Her Husband (1956)
57. How Zhou Yu Was Thrice Defeated by Kong Ming (1956)
58. The Strange Adventures of a Strange Man (1956)
59. How Miss Thirteenth Raided Nengren Monastery (1957)
60. The Princess Joins the Chu Army (1957)
61. Luo Tong Conquers the North (1957)
62. How Fang Tangjing Exasperated the Government Official (1957)
63. Martyrs of Ming (1957)
64. Naughty Princes, Proud Husband (1957)
65. Tricking the Lords with Beacon Fires (1957)
66. The Naughty Princess and Her Lover (1957)
67. How Di Qing Seized the Pearl Flag (1957)
68. The Feuds Between Fang Tanfgjing and Chen Mengji (1957)
69. The Petal-Spraying Fairy (1958) ... Kong, father
70. The Carp Spirit (1958)
71. A Buddhist Recluse for 14 Years (1958)
72. The Rouge Well (1958)
73. Heartbreak Plaque (1958)
74. The Marriage of the 2 Beautiful Qiao Sisters (1958)
75. Wu Song Fights the Tiger (1959)
76. Miserable Daughter-in-Law (1959)
77. Cuckoo's Soul in March (1959)
78. The Lotus' Story (1959)
79. Story of the Wronged Wife (1959)
80. Funny Misunderstanding (1959)
81. Three Attempts to Steal the Cup of the Nine Dragons (1959)
82. The Orphan's Adventure (1961)
83. The Idiot Husband (1961)
84. Black Punch 4000 (1961)
85. Ong bak 4 (1962)